# Jelena Erić (cyclisme)
Jelena Erić, née le 15 janvier 1996 à Kraljevo, est une coureuse cycliste serbe, membre de l'équipe BTC City Ljubljana. Elle est championne de Serbie sur route, du contre-la-montre et en cyclo-cross à plusieurs reprises.

## Biographie

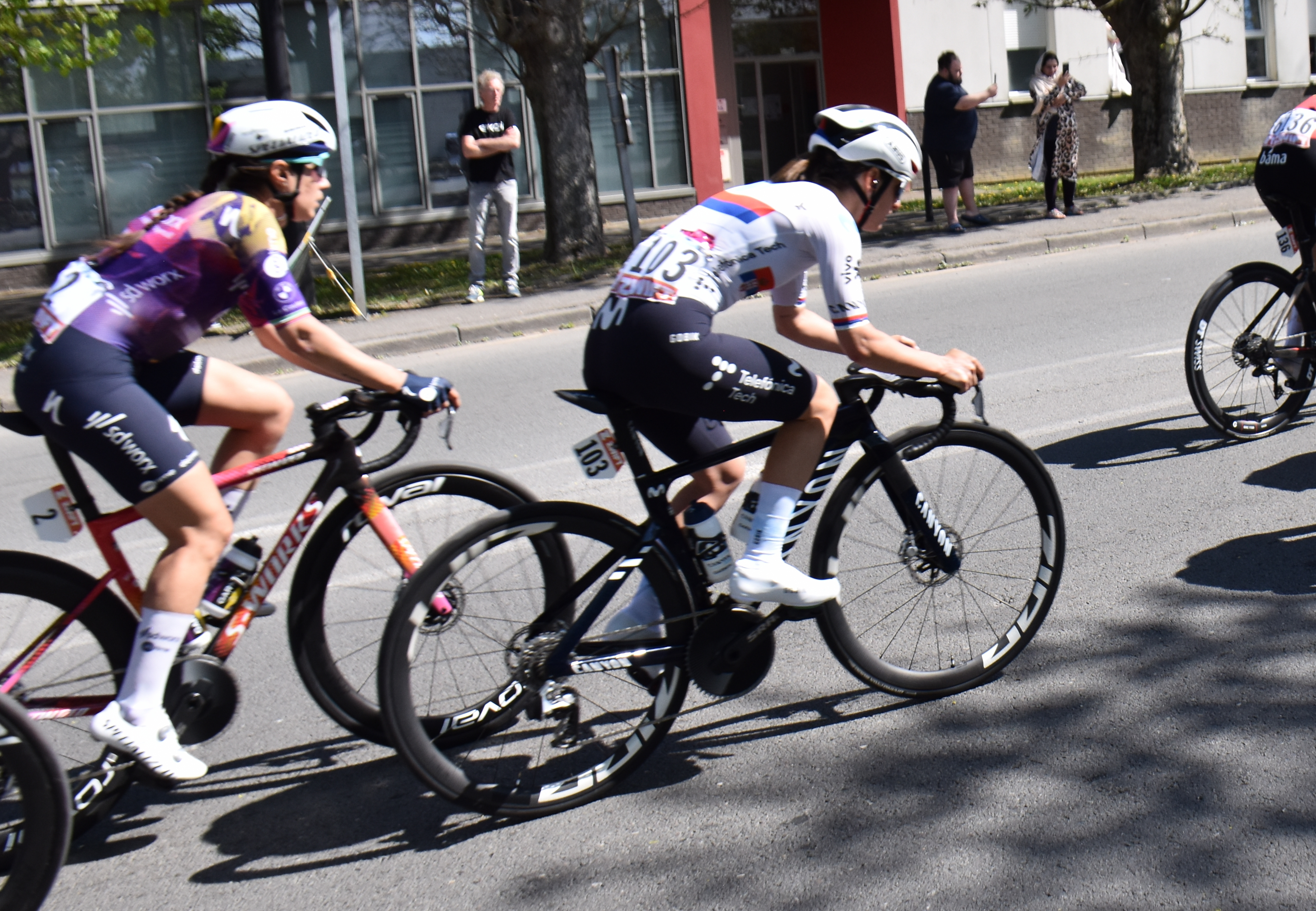
Jelena Eric #103
11è du Paris-Roubaix Femmes 2025.

## Palmarès sur route

### Par année
- 2010
  -  Championne de Serbie du contre-la-montre juniors
- 2011
  -  Championne de Serbie sur route
  - 3e du championnat de Serbie du contre-la-montre
- 2012
  - 2e du championnat de Serbie sur route
- 2014
  -  Championne de Serbie sur route
  -  Championne de Serbie du contre-la-montre
- 2016
  -  Championne de Serbie sur route
  -  Championne de Serbie du contre-la-montre
- 2017
  -  Championne de Serbie sur route
  -  Championne de Serbie du contre-la-montre
  - 3e du Grand Prix de Dottignies
- 2018
  -  Championne de Serbie sur route
  -  Championne de Serbie du contre-la-montre
- 2019
  -  Championne de Serbie sur route
  -  Championne de Serbie du contre-la-montre
  - 2e étape secteur a du BeNe Ladies Tour
- 2021
  -  Championne de Serbie sur route
  - 2e de la Ronde de Mouscron
- 2022
  -  Championne de Serbie sur route
  - 3e étape du Tour d'Andalousie
- 2023
  -  Championne de Serbie sur route
  -  Championne de Serbie du contre-la-montre
  - 5e étape du Baloise Ladies Tour
- 2025
  -  Championne de Serbie sur route
  - 2e du Tour de la Communauté valencienne

### Résultats sur les grands tours

#### Tour d'Italie
1 participation
- 2024 : 66e

#### Tour de France
1 participation
- 2025 : 112e

#### Tour d'Espagne
1 participation
- 2024 : 77e

### Classements mondiaux
| Année                                 | 2015 | 2016 | 2017 | 2018 | 2019 | 2020 | 2021 | 2022 | 2023 | 2024 |
| ------------------------------------- | ---- | ---- | ---- | ---- | ---- | ---- | ---- | ---- | ---- | ---- |
| Classement UCI                        | 471e | 282e | 84e  | 194e | 174e | 90e  | 93e  | 108e | 152e | 241e |
| UCI World Tour                        |      | nc   | 84e  | 224e | nc   | 57e  | 96e  | 197e | 187e | 184e |
|                                       |      |      |      |      |      |      |      |      |      |      |
| Légende : nc = non classéSource : UCI |      |      |      |      |      |      |      |      |      |      |

## Palmarès en cyclo-cross
- 2010
  -  Championne de Serbie élites
- 2011
  - 2e du championnat de Serbie élites
- 2013
  - 2e du championnat de Serbie élites